# Cayo Papirio Carbón
Cayo Papirio Carbón (en latín, Caius Papirius Carbo) (164 a. C.-119 a. C.) fue un político y orador de la República de Roma, hijo del pretor del mismo nombre Caius Papirius Carbo.

## Tribuno de la plebe
Perteneciente a la rama plebeya de la gens Papiria, fue seguidor de Cayo Sempronio Graco. En el desarrollo de la reforma agraria iniciada por Tiberio Sempronio Graco, formó parte de la comisión agraria triunviral (triumvir agrorum dividendorum) encargada de la aplicación de la ley de reparto de tierras. 
Fue elegido tribuno de la plebe en 131 a. C., periodo en el que impuso dos leyes: una sobre la posibilidad de que los tribunos fueron reelegidos indefinidamente y una lex tabellaria, que establecía la votación secreta para la aprobación o derogación de las leyes en los Comicios centuriados. Durante su tribunado, continuó ocupando el cargo de triumvir agrorum dividendorum.
La dificultad del reparto de tierras según la ley agraria de Sempronio provocaba constantes conflictos. Un día, cuando el enemigo de los Graco, Publio Cornelio Escipión Emiliano murió de manera repentina en 129 a. C., Papirio fue calificado de sospechoso de esa muerte.
Después de su tribunado, Carbón siguió actuando como amigo de los Gracos hasta la muerte de Cayo Graco en 121 a. C. en manos de Lucio Opimio, el cónsul de ese año, que hizo matar a numerosos amigos de los Graco.

## Consulado
Al final de su consulado, Opimio, el asesino de Cayo Graco, fue acusado del asesinato de ciudadanos romanos sin juicio previo, por el tribuno de la plebe Quinto Decio. 
Carbón obtuvo el consulado en 120 a. C., y desde su puesto defendió con éxito a Lucio Opimio, pasándose de hecho al bando de los optimates. Incluso llegó a justificar el asesinato de Cayo, diciendo que fue una muerte justa.

## Su caída en desgracia
A pesar de sus últimas actuaciones, los optimates no confiaban en él, por considerarle implicado en la muerte de Escipión y esperaban el momento oportuno para la venganza. 
De esta forma, tras su mandato, en el año 119 a. C. fue imputado por el joven orador Lucio Licinio Craso por un cargo similar al que él había defendido anteriormente, y viendo su causa perdida, se vio forzado al suicidio. Valerio Máximo dice que fue enviado al exilio. 
Carbón era un hombre de grandes talentos, y sus dotes de orador son mencionadas por Cicerón con grandes elogios.